# Emily Brontë
Emily Jane Brontë (/ˈbrɒnti/, /ˈbrɒnteɪ/ født 30. juli 1818, død 19. december 1848) var en engelsk romanforfatter og digter, der under det mandlige pseudonym, Ellis Bell, skrev sin eneste roman; Stormfulde højder 1847 (originalt: Wuthering Heights), som nu betragtes som en klassiker i engelsk litteratur. 
Emily var datter af den irske præst og forfatter, Patrick Brontë, og var ud af en søskendeflok på seks børn. Hun var den tredjeældste af de fire overlevende Brontë-søskende; forfatteren Charlotte, kunstmaleren Branwell, Emily og forfatteren Anne Brontë. Emily udviste stort poetisk talent; de tre søstre udgav i 1845 en fælles digtsamling, hvor de alle skrev under mandligt pseudonym.
Emily blev født i Thornton, Yorkshire, i det nordlige England.

## Stormfulde Højder (Wuthering Heights)
Hovedartikel: Stormfulde højder
Emily Brontës Stormfulde Højder blev første gang udgivet i London i 1847 og optræder som de to første bind i en trebindsudgave, der omfattede Anne Brontës Agnes Grey. Forfatterne blev trykt som værende Ellis og Acton Bell. Emilys rigtige navn vistes ikke før 1850, da det blev trykt på forsiden af en redigeret, kommerciel udgave. Romanens innovative struktur forvirrede kritikerne.
Stormfulde Højders scener med lidenskab og elementer af vold førte victoriatidens læsere til at tro, at romanen var skrevet af en mand. Ifølge Juliet Gardiner, "den levende seksuelle lidenskab og styrke i dets sprog og billedsprog imponerede, forvirrede og rystede anmelderne." Selv om romanen modtog blandede anmeldelser ved sin udgivelse og af flere anmeldere blev fordømt for sin skildring af amoralske lidenskab, blev bogen en engelsk, litterær klassiker.
Selvom et brev fra hendes udgiver angiver, at Emily var begyndt at skrive en anden roman, er manuskriptet til denne aldrig blevet fundet. Måske Emily, eller et medlem af hendes familie, til sidst ødelagde manuskriptet, hvis det eksisterede, da sygdom forhindrede hende i at fuldføre det. Det er også blevet foreslået, at, om end mindre sandsynligt, brevet kunne have været til Anne Brontë, som allerede var i gang med at skrive, The Tenant of Wildfell Hall, sin anden roman.

## Sygdom og død
I forbindelse med begravelsen af hendes bror, Branwell, i september 1848, blev Emily forkølet og begyndte snart efter at vise symptomer på tuberkulose. Selvom hendes tilstand gradvist forværredes, afviste hun lægehjælp og alle tilbud om medicin, og sagde, at hun "ingen forgiftende læge" ville have i nærheden af sig. Om morgenen den 19. december frygtede Charlotte for sin søster og skrev følgende:
"Hun bliver svagere dag for dag. Lægens udtalelse blev udtrykt for dunkelt til at være til nogen nytte - han sendte noget medicin, som hun ikke ville tage. Tider så mørke som disse har jeg aldrig kendt - Jeg beder om Guds støtte for os alle."
Ved middagstid havde Emily fået det værre og kunne kun hviske gispende. Hendes sidste hørbare ord til Charlotte var: "Hvis du vil hente en læge, vil jeg se ham nu", men da var det for sent. Feberen tog hende, og hun døde samme dag omkring klokken to om eftermiddagen, mens hun sad i sofaen på Haworth Parsonage. Det var mindre end tre måneder efter, at Branwell døde, hvilket fik en stuepige til at erklære, at "Miss Emily døde af et knust hjerte af kærlighed til sin bror ". Emily var blevet så tynd, at hendes kiste kun var 16 inches (41 centimeter) bred. Tømreren sagde, han aldrig havde lavet så smal en kiste til en voksen. Hun blev begravet i kirken St. Michael og All Angels familiekapel, Haworth, West Yorkshire, England. Emily Brontë nåede ikke at opleve omfanget af den berømmelse, hun opnåede med sin eneste roman, Wuthering Heights, da hun døde et år efter offentliggørelsen i en alder af 30.